# IC 1544
IC 1544 је спирална галаксија у сазвјежђу Андромеда која се налази на листи објеката дубоког неба у Индекс каталогу.
Деклинација објекта је + 23° 5' 27" а ректасцензија 0h 21m 17,6s. Привидна величина (магнитуда) објекта IC 1544 износи 13,9 а фотографска магнитуда 14,6. Налази се на удаљености од 69,360 милиона парсека од Сунца. IC 1544 је још познат и под ознакама UGC 204, MCG 4-2-6, CGCG 479-7, PGC 1362.